# Alessandro Iannuzzi
Pour les articles homonymes, voir Iannuzzi.
Alessandro Iannuzzi (né le 9 octobre 1975 à Rome) est un joueur de football italien, évoluant au poste d'attaquant, qui joue actuellement en Régionale, au Vis Artena.